# Victoria Lepădatu
Victoria Lepădatu (n. 12 iunie 1971, Vorniceni, România) este o canotoare română, laureată cu argint la Barcelona 1992 la 8+1.
În aceeași ediție a obținut locul cinci la patru rame. La Campionate Mondiale a ocupat locul șapte în 1993 la patru vâsle.